# Liridon Makolli
Liridon Makolli (2 gennaio 1990) è un giocatore di calcio a 5 e calciatore svedese, pivot dell'Hammarby e centrocampista dell'Österåker United.

## Carriera
Makolli ha iniziato la carriera con la maglia del Vasalund, in Division 1. Nel campionato 2008, la squadra ha centrato la promozione in Superettan: ha esordito in questa divisione in data 29 aprile 2009, subentrando a Panajotis Dimitriadis nella sconfitta per 3-1 sullo Jönköpings Södra. Al termine di quella stessa annata, il Vasalund è retrocesso nuovamente in Division 1.
Nel 2011, Makolli è passato al Sollentuna United, in Division 2. Nel 2013 si è trasferito al Valsta Syrianska, tornando così in Division 1: ha debuttato in squadra in data 15 aprile, subentrando a Miloš Reljić nella vittoria per 1-0 sull'AFC Eskilstuna. Il 23 giugno seguente ha realizzato il primo gol, nella vittoria per 2-3 in casa del Sandvikens IF.
Nel 2015, Makolli è passato al Södertälje FK. L'11 aprile dello stesso anno ha giocato la prima partita con la nuova squadra, venendo impiegato da titolare nella sconfitta interna per 2-5 contro il Piteå IF. Il 22 agosto 2015 ha realizzato il primo gol, nel 3-1 inflitto al Motala.
Nel 2016, Makolli è approdato ai norvegesi dell'Alta, in 2. divisjon. Il 14 aprile ha esordito in squadra, schierato titolare nella vittoria per 2-5 sul Kirkenes, sfida valida per il primo turno del Norgesmesterskapet. Tornato in patria nel corso dello stesso anno, è passato all'Arameisk-Syrianska. Nel 2017 è stato in forza all'Enskede IK, mentre nel 2018 si è trasferito all'IFK Österåker.
Sempre dal 2018, è stato attivo nel calcio a 5: ha vestito la maglia dell'Hammarby. Il 7 settembre 2021 ha esordito per la Svezia, nella sconfitta per 3-5 contro l'Austria.